# Säkerhetsgymnasiet

Säkerhetsgymnasiet var en treårig gymnasieutbildning i Kista. Skolan hade ett specialutfomat el- och energi program med inriktning skydd och säkerhet. Förutom studier som kan högskolebehörighet får eleverna dessutom utbildning och yrkesbevis som väktare, skyddsvakter och flygplatskontrollanter. Skolan drivs av BYA, Bevakningsbranschens Yrkes- och Arbetsmiljönämnd, en ideell organisation som ägs av Almega, Sweguard, Svenska Transportarbetareförbundet och de största säkerhetsbolagen.
Säkerhetsgymnasiet startades 2003 på initiativ av bevakningsbranschen och BYA fick de till uppdrag att starta och driva igenom det.
Sedan 2018 är gymnasiet nedlagd efter ett gemensamt beslut hos BYA.